# Jay Pasachoff
Jay Myron Pasachoff (né le 1er juillet 1943 à Manhattan (New York) et mort le 20 novembre 2022 à Williamstown dans le Massachusetts) est un astronome américain.
Professeur au Williams College, il a rédigé plusieurs manuels et livres sur l'astronomie, la physique et la mathématique.

## Biographie
Jay Myron Pasachoff a reçu en 2003 l’Education Prize de l’Union américaine d'astronomie (American Astronomical Society) pour « son style de rédaction éloquent et informatif de ses manuels des niveaux secondaires et colleges ; pour sa dévotion à enseigner à des générations d'étudiants ; pour partager avec le monde les joies de l'observation des éclipses ; pour ses nombreux livres et articles populaires sur l'astronomie ; pour son intense promotion de l'éducation scientifique sur divers forums ; pour son désir d'aller dans les coins éducatifs qu'aucun autre astronome n'a osé explorer avant lui »,.
La Société astronomique de France lui remet en 2012 le prix Jules-Janssen pour « la valeur internationale de ses travaux scientifiques ainsi que pour sa contribution à la large diffusion des sciences de l’Univers ».
En 2016, il reçoit le Richtmyer Memorial Lecture Award de l’American Association of Physics Teachers « pour ses contributions remarquables en physique et pour le partage efficace de ses contributions auprès des enseignants de physique »,.
En 2019, il est lauréat du prix Klumpke-Roberts remis par l'Astronomical Society of the Pacific.

## Œuvres
- (en-US) (avec Naomi Pasachoff et Tim Cooney) Earth Science, Scott Foresman, 1990.  (ISBN 0-673-42183-X)
- (en-US) (avec Naomi Pasachoff et Tim Cooney) Physical Science, Scott Foresman, 1990.  (ISBN 0-673-42184-8)
- (en-US) (avec John Percy) The Teaching of Astronomy, Cambridge University Press (réédition en 1992).  (ISBN 978-0-521-84262-4)
- (en-US) (avec Roberta J. M. Olson) Fire in the Sky: Comets and Meteors, the Decisive Centuries, in British Art and Science], Cambridge University Press, 1998.  (ISBN 978-0-521-66359-5)
- (en-US) (avec Leon Golub ) Nearest Star: The Exciting Science of Our Sun, Harvard University Press, 2001.  (ISBN 978-1-107-67264-2)
  - 2e édition, Cambridge University Press, 2014,  (ISBN 978-0-674-00467-2)
- (en-US) The Complete Idiot's Guide to the Sun, Alpha Books, 2003.  (ISBN 1-59257-074-7)
- (en-US) (avec John Percy) Teaching and Learning of Astronomy: Effective Strategies for Educators Worldwide, Cambridge University Press, 2005.  (ISBN 0-521-84262-X)
- (en-US) (avec Rosa M. Ros and Naomi Pasachoff) Innovation in Astronomy Education, Cambridge University Press, 2008.  (ISBN 978-0-521-88015-2)
- (en-US) (avec Leon Golub ) The Solar Corona, 2e édition, Cambridge University Press, 2010.  (ISBN 978-0-521-88201-9)
- (en-US) Peterson First Guide to Astronomy, 2e édition, Houghton Mifflin Harcourt, 2013
- (en-US) (avec Alexei V. Filippenko) The Cosmos: Astronomy in the New Millennium], 4e édition, Cambridge University Press, 2014.  (ISBN 978-1-10768-756-1) (site officiel)

- (en-US)The Cosmos: Astronomy in the New Millennium, co-authored with Alexei V. Filippenko (5th edition, Cambridge University Press, 2019),  (ISBN 978-1108431385)

- (en-US)Cosmos: The Art and Science of the Universe, co-authored with Roberta J. M. Olson (Reaktion Books, London, and U. Chicago Books, Chicago, 2019)  (ISBN 978-1789140545)

### Citations originales
1. ↑  (en-US) « For his eloquent and informative writing of textbooks from junior high through college, For his devotion to teaching generations of students, For sharing with the world the joys of observing eclipses, For his many popular books and articles on astronomy, For his intense advocacy on behalf of science education in various forums, For his willingness to go into educational nooks where no astronomer has gone before »
2. ↑  (en-US) « for outstanding contributions to physics and effectively communicating those contributions to physics educators »